# Mike Silliman
Michael Barnwell Silliman, detto Mike (Louisville, 5 maggio 1944 – Louisville, 16 giugno 2000), è stato un cestista statunitense, professionista nella NBA.

## Carriera
Venne selezionato dai New York Knicks all'ottavo giro del Draft NBA 1966 (69ª scelta assoluta).
Con gli Stati Uniti disputò i Giochi olimpici di Città del Messico 1968 e due edizioni dei Campionati mondiali (1967, 1970).

## Palmarès

### Club
- Amateur Athletic Union: 3

US Armed Forces: 1968, 1969, 1970

### Individuale
- MVP dell'Amateur Athletic Union: 1

1970